# TAKAOcan Dream〜がんばれ!サンダーバーズ!!〜
『TAKAOcan Dream〜がんばれ!サンダーバーズ!!〜』（タカオカンドリーム がんばれサンダーバーズ）は、2013年4月13日に公開された日本映画である。

## 概要
プロ野球独立リーグであるベースボール・チャレンジ・リーグ（BCリーグ）の球団富山サンダーバーズが、高岡町おこシネマ製作委員会に全面協力して製作された。製作主体となった高岡町おこシネマ製作委員会は、高岡市や高岡商工会議所観光協会等が、映画で高岡をPRすることを目的として設立した。制作に当たっては、地元住民から出演者やスタッフを募り、高岡市内でロケもおこなっている。
2013年4月13日に富山市で公開され、これ以外に全国10都市での上映を目指していると報じられた。

## あらすじ
メジャーリーグを自由契約になった鈴木三郎。彼は、つい最近未亡人になり夫の遺志を継いでBCリーグ・富山サンダーバーズの球団社長に就任した上森薫に拾われ、サンダーバーズの一員となる。野球だけでなく、さまざまな地域貢献活動や地域の人たちとの交流に取り組む富山サンダーバーズにとまどう三郎。
大リーガーのプライドがある三郎は、富山サンダーバーズで活躍できるのか。また、富山サンダーバーズのメンバーも、将来の不安や恋の問題に悩まされている。果たして、今季の富山サンダーバーズの行方は？

## キャスト

### 俳優
- 鈴木三郎 - 渡辺裕之
- 上森薫 - 竹内晶子
- KOTA
- 車吉章
- 実川ゆか
- 古村勇人
- 朝山日出男
- 聡太郎
- 西尾まう
- 中村朱里
- 永森茂

### 富山サンダーバーズおよびリーグ関係者
富山サンダーバーズ
- 進藤達哉（監督）
- 中山大（投手コーチ）
- 野原祐也（選手兼任コーチ）
- 高橋元気［登録名：元気］（選手）
- 島袋涼平（選手）
- 中山親光（協賛企業である北陸化成工業所社長）

石川ミリオンスターズ
- 木田優夫（選手）

## スタッフ
- 企画・脚本・撮影・監督：市川徹
- 企画・脚本:気仙沼悠希
- 音楽：白井貴子・本田清巳
- 球団応援歌「GLORY DAY」：SP-D
- 挿入歌「高岡の夜」：AKIKO
- 主題歌「蒼い影」：白井貴子
- ラインプロデューサー:浦上嘉久
- 監督補:上野山雅也
- 撮影:TomFlint・藤田淳
- 録音:小林良綱・石川雅士
- 美術：佐藤朋有子
- メイク：片山りあ子
- 衣装:神津麗子
- 監督補・編集補：浅川友希
- デザイン・イラスト:藤岡里美
- 方言指導:西井宏彰
- 配給：ムービートマト